# CJB 뉴스 (1730)
《CJB 뉴스 (1735)》(CJB NEWS (1735))는 CJB TV에서 매주 평일 오후 5시 35분에 방송 중인 충북 지역 저녁 종합 뉴스 프로그램이다.

## 개요
- CJB의 개국과 함께 1997년 10월 20일부터 평일 오후 5시 15분에 《CJB 뉴스》로 신설되어 15분 동안 저녁 뉴스로 방송되었으며 1999년 9월 6일부터 평일 오후 5시 10분으로 변경, 10분으로 단축되었고 2003년 5월 12일부터 평일 오후 5시 30분으로 변경되었으며 2004년 3월 2일부터 평일 저녁 6시 10분으로 변경되었다. 이후 2005년 4월 25일부터 평일 저녁 6시로 변경, 20분으로 연장되었고 2005년 7월 4일부터 평일 저녁 6시 20분으로 변경, 15분으로 환원되었으며 2007년 1월 15일부터 평일 오후 5시 15분으로 환원되었고 2015년 11월 23일부터 평일 저녁 6시 5분으로 변경되었으며 2017년 6월 5일부터 평일 저녁 6시 45분으로 변경되었다. 이후 2017년 9월 18일부터 평일 오후 5시 45분으로 변경되었고 2018년 4월 2일부터 평일 오후 4시 40분으로 변경, 20분으로 환원되었으며 2018년 11월 2일에 1차 종영되었다가 2019년 4월 1일부터 평일 오후 5시 40분에 재신설되었고 2019년 4월 15일부터 평일 오후 5시 35분으로 변경되었으며 2019년 5월 13일부터 평일 오후 5시 40분으로 환원되었다. 이후 2020년 3월 2일부터 《CJB 뉴스매거진 7》으로 변경되어 편성이 월요일 ~ 목요일로 축소, 월요일 ~ 목요일 저녁 7시로 변경, 1시간으로 연장, 저녁 심층 종합뉴스로 확대 개편되었고 2020년 3월 30일부터 월요일 ~ 목요일 저녁 6시 50분으로 변경되었으며 2020년 4월 20일부터 월요일 ~ 목요일 저녁 7시로 환원되었다. 이후 2020년 8월 18일부터 《CJB 뉴스》로 환원되어 편성이 평일로 확대, 평일 오후 5시 40분으로 환원, 20분으로 환원, 저녁 뉴스로 환원되었고 2020년 9월 21일부터 평일 오후 5시 30분으로 환원되었다.
- 정식 타이틀은 CJB 뉴스다.

## 방송 시간
| 방송 채널 | 방송 기간                          | 방송 시간                                        |
| --------- | ---------------------------------- | ------------------------------------------------ |
| CJB TV    | 1997년 10월 20일 ~ 1999년 9월 3일  | 평일 오후 5시 15분 ~ 5시 30분 (15분)             |
| CJB TV    | 2007년 1월 15일 ~ 2015년 11월 20일 | 평일 오후 5시 15분 ~ 5시 30분 (15분)             |
| CJB TV    | 1999년 9월 6일 ~ 2003년 5월 9일    | 평일 오후 5시 10분 ~ 5시 20분 (10분)             |
| CJB TV    | 2003년 5월 12일 ~ 2004년 2월 27일  | 평일 오후 5시 30분 ~ 5시 40분 (10분)             |
| CJB TV    | 2004년 3월 2일 ~ 2005년 4월 22일   | 평일 저녁 6시 10분 ~ 6시 20분 (10분)             |
| CJB TV    | 2005년 4월 25일 ~ 2005년 7월 1일   | 평일 저녁 6시 ~ 6시 20분 (20분)                  |
| CJB TV    | 2005년 7월 4일 ~ 2007년 1월 12일   | 평일 저녁 6시 20분 ~ 6시 35분 (15분)             |
| CJB TV    | 2015년 11월 23일 ~ 2017년 6월 2일  | 평일 저녁 6시 5분 ~ 6시 20분 (15분)              |
| CJB TV    | 2017년 6월 5일 ~ 2017년 9월 15일   | 평일 저녁 6시 45분 ~ 7시 (15분)                  |
| CJB TV    | 2017년 9월 18일 ~ 2018년 3월 30일  | 평일 오후 5시 45분 ~ 저녁 6시 (15분)             |
| CJB TV    | 2018년 4월 2일 ~ 2018년 11월 2일   | 평일 오후 4시 40분 ~ 5시 (20분)                  |
| CJB TV    | 2019년 4월 1일 ~ 2019년 4월 12일   | 평일 오후 5시 40분 ~ 저녁 6시 (20분)             |
| CJB TV    | 2019년 5월 13일 ~ 2020년 2월 28일  | 평일 오후 5시 40분 ~ 저녁 6시 (20분)             |
| CJB TV    | 2020년 8월 18일 ~ 2020년 9월 18일  | 평일 오후 5시 40분 ~ 저녁 6시 (20분)             |
| CJB TV    | 2019년 4월 15일 ~ 2019년 5월 10일  | 평일 오후 5시 35분 ~ 5시 55분 (20분)             |
| CJB TV    | 2020년 3월 2일 ~ 2020년 3월 26일   | 월요일 ~ 목요일 저녁 7시 ~ 8시 (1시간)           |
| CJB TV    | 2020년 4월 20일 ~ 2020년 8월 13일  | 월요일 ~ 목요일 저녁 7시 ~ 8시 (1시간)           |
| CJB TV    | 2020년 3월 30일 ~ 2020년 4월 16일  | 월요일 ~ 목요일 저녁 6시 50분 ~ 7시 50분 (1시간) |
| CJB TV    | 2020년 9월 21일 ~ 2023년 일자 미상 | 평일 오후 5시 30분 ~ 5시 50분 (20분)             |
| CJB TV    | 2023년 일자 미상 ~ 현재            | 평일 오후 5시 35분 ~ 5시 50분 (15분)             |

## 앵커
| 대수 | 진행자          | 진행 기간             | 비고 |
| ---- | --------------- | --------------------- | ---- |
| 1대  | 변수민 아나운서 | 일자 미상 ~ 일자 미상 |      |
| 2대  | 연규옥 아나운서 | 일자 미상 ~ 현재      |      |

## 타이틀 변천사
- 현재 타이틀은 2020년 8월 18일을 기준으로 한다.

| 기수 | 프로그램 타이틀  | 방송 기간                          |
| ---- | ---------------- | ---------------------------------- |
| 1기  | CJB 뉴스         | 1997년 10월 20일 ~ 2018년 11월 2일 |
| 2기  | CJB 뉴스         | 2019년 4월 1일 ~ 2020년 2월 28일   |
| 3기  | CJB 뉴스매거진 7 | 2020년 3월 2일 ~ 2020년 8월 13일   |
| 4기  | CJB 뉴스         | 2020년 8월 18일 ~ 현재             |

## 편성 변경
- 2023년 11월 17일 : 오후 5시 30분부터 SBS TV 《창사 특집 SBS 희망 TV AGAIN 기아 체험 24시간 (5부)》 편성으로 인해 20분 앞당겨 편성

## 경쟁 프로그램
- KBS 뉴스 7 충북 (KBS 청주 1TV)